# شیپیگن
شیپیگن (به انگلیسی: Shippagan) یک منطقهٔ مسکونی در کانادا است که در گلاوستر واقع شده‌است. شیپیگن ۹٫۹۴ کیلومتر مربع مساحت و ۲٬۶۳۱ نفر جمعیت دارد.